# Maroncourt
Maroncourt ([maʁɔ̃ˈkuʁ] ) ist eine französische Gemeinde mit 5 Einwohnern (Stand: 1. Januar 2022) im Département Vosges in der Region Grand Est. Sie gehört zum Arrondissement Neufchâteau (bis 2024 Épinal) und ist Mitglied im Gemeindeverband Communauté de communes de Mirecourt Dompaire. Die Bewohner werden Maroncourtois und Maroncourtoises genannt.
Maroncourt ist die kleinste der Gemeinden im Département Vosges.

## Geografie

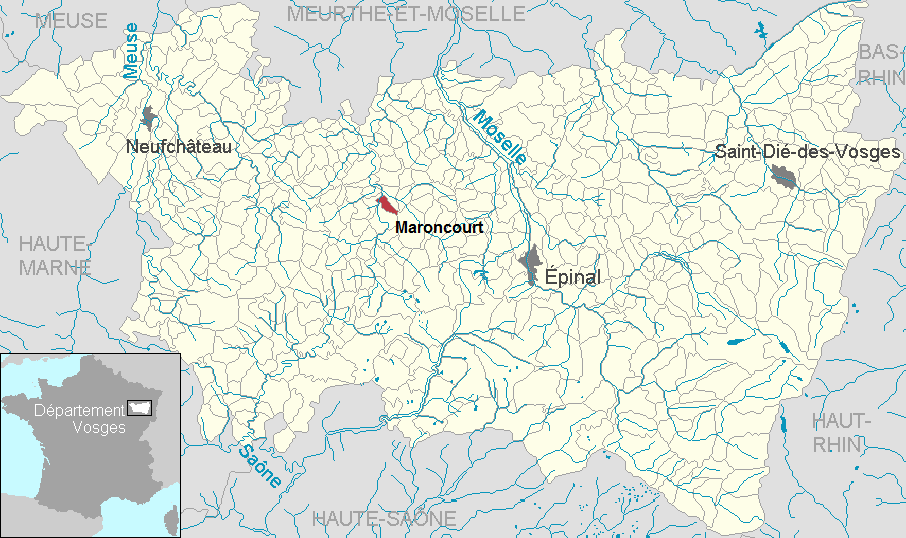
Lage der Gemeinde Maroncourt
im Département Vosges

Die Gemeinde Maroncourt liegt auf 280 m Meereshöhe am rechten Ufer des Mosel-Nebenflusses Madon, etwa sechs Kilometer südlich von Mirecourt und 23 Kilometer nordwestlich von Épinal. Das Relief um Maroncourt ist nur wenig gegliedert, die höchste Erhebung wird mit 338 m über dem Meer im äußersten Südosten der Gemeinde in einem Wald erreicht, der ein Drittel des 2,27 km² umfassenden Gemeindegebietes bedeckt.  Nachbargemeinden von Maroncourt sind Velotte-et-Tatignécourt im Nordosten, Dompaire im Südosten, Hagécourt im Süden sowie Valleroy-aux-Saules im Westen.

## Geschichte
Eine frühe Erwähnung erfuhr der Ort 1159 als Moironcourt in einer Schenkungsurkunde von Heinrich I., Bischofs von Toul, an den Abt von Chaumousey.
Das Dorf Maroncourt war früher eng mit der heutigen Nachbargemeinde Hagécourt verbunden; beide gehörten zum Besitz der Herzöge von Lothringen und dem Kapitel Remiremont. 1594 kam Maroncourt zur Vogtei der Vogesen, unterstand später dem Propst von Dompaire/Valfroicourt und gehörte von 1751 bis zur Französischen Revolution zur Vogtei Darney.
Kirchlich war Maroncourt Teil der Pfarrei Hagécourt im Dekanat Poussay des Bistums Toul. Die Kirchenbücher wurden im benachbarten Valleroy-aux-Saules geführt.

### Bevölkerungsentwicklung
| Jahr      | 1962 | 1968 | 1975 | 1982 | 1990 | 1999 | 2006 | 2013 | 2021 |
| Einwohner | 27   | 23   | 21   | 12   | 16   | 13   | 11   | 12   | 6    |

Im Jahr 1841 wurde mit 85 Bewohnern die bisher höchste Einwohnerzahl ermittelt. Die Zahlen basieren auf den Daten von cassini.ehess und INSEE.

## Wirtschaft und Infrastruktur

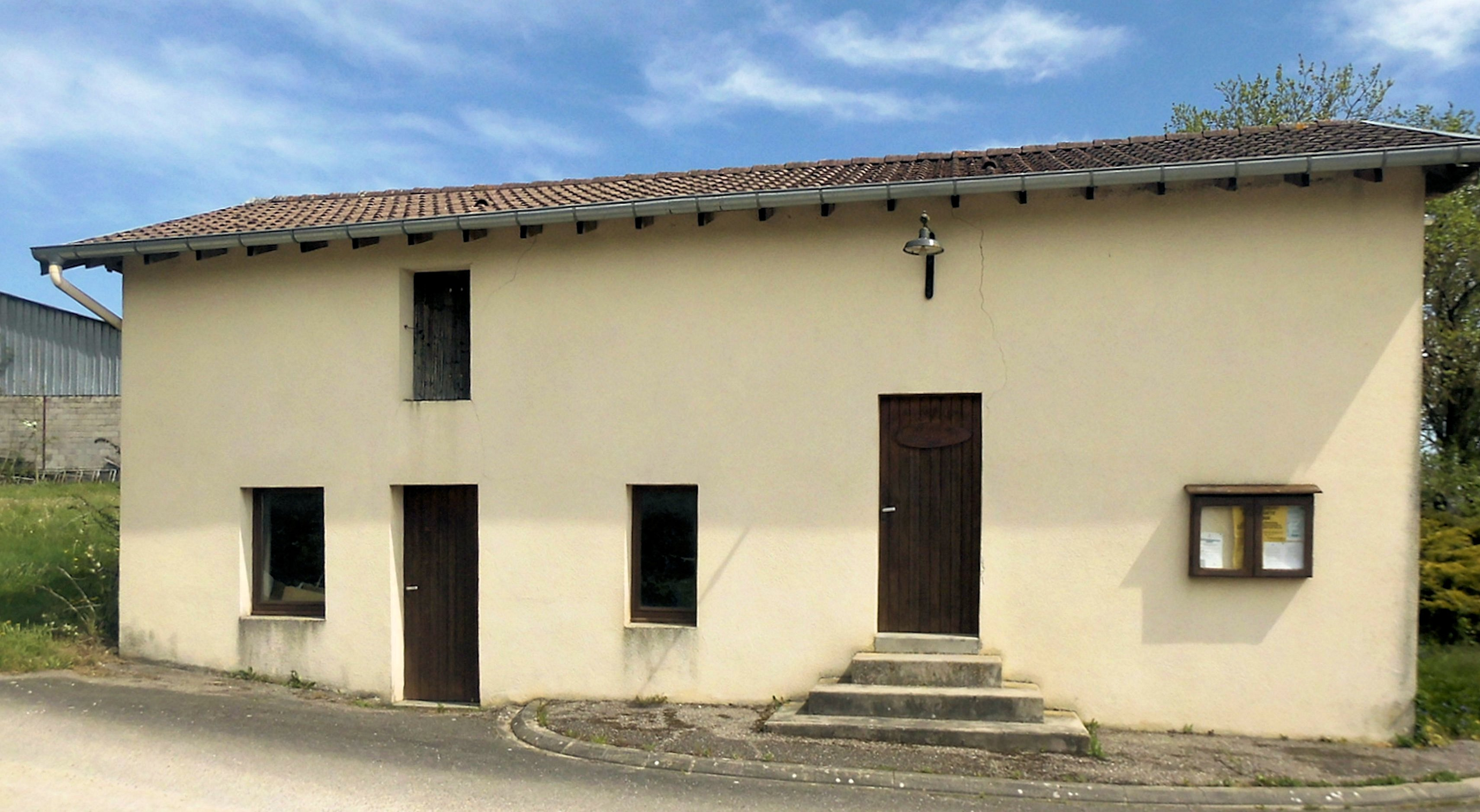
Mairie Maroncourt

Das kleine Dorf besteht aus vier Bauernhöfen und den dazugehörigen Wohn- und Stallgebäuden sowie einem kleinen, 1790 errichteten Bürgermeisterhaus (Mairie). Im Dorf sind drei Landwirtschaftsbetriebe ansässig (Milchwirtschaft, Rinderzucht). Es gibt keine Kirche oder Kapelle (für Maroncourt ist die Kirche Saint-Jean-Baptiste in Hymont zuständig), sodass es sich um ein rein landwirtschaftlich ausgerichtetes Ensemble handelt.
Durch das Dorf führt die Straße D 40 von Hagécourt nach Velotte-et-Tatignécourt. Hier besteht Anschluss an die teilweise zweistreifig ausgebaute D 166 von Épinal über Mirecourt nach Neufchâteau. In der nahegelegenen Gemeinde Hymont befindet sich ein Haltepunkt an der Bahnstrecke Merrey–Hymont-Mattaincourt, die von der TER Lorraine betrieben wird.

## Belege
1. ↑  Maroncourt auf www.vosges-archives.com. (pdf-Datei; 97 kB) Archiviert vom Original (nicht mehr online verfügbar) am 4. März 2016; abgerufen am 22. April 2012 (französisch).  Info: Der Archivlink wurde automatisch eingesetzt und noch nicht geprüft. Bitte prüfe Original- und Archivlink gemäß Anleitung und entferne dann diesen Hinweis.
2. ↑  Maroncourt auf cassini.ehess
3. ↑  Maroncourt auf INSEE
4. ↑  Landwirtschaftsbetriebe auf annuaire-mairie.fr (französisch)